# نيكو (غوريلا)
نيكو هو ذكر غوريلا ولد عام 1961 وهو من نوع غوريلا السهول الغربية وكان واحد من أكبر الغوريلات سناً ولقد عاش انجلترا.

## وفاته
توفي «نيكو» يوم الأحد 7 يناير 2018 في منتجع «لونغليت» للسفاري في مقاطعة ويلتشير، جنوب غرب إنجلترا عن عمر يناهز 56 عاماً.